# Jardín de Isabel II (Aranjuez)
El jardín de Isabel II es un jardín histórico localizado junto a la plaza de San Antonio, en Aranjuez. Constituyó el primer espacio ajardinado de uso público de la ciudad y posiblemente uno de los primeros de España de ese tipo. Desde 1931 es Bien de Interés Cultural y desde 2001 es Patrimonio de la Humanidad como parte de la declaración Paisaje cultural de Aranjuez.

## Historia

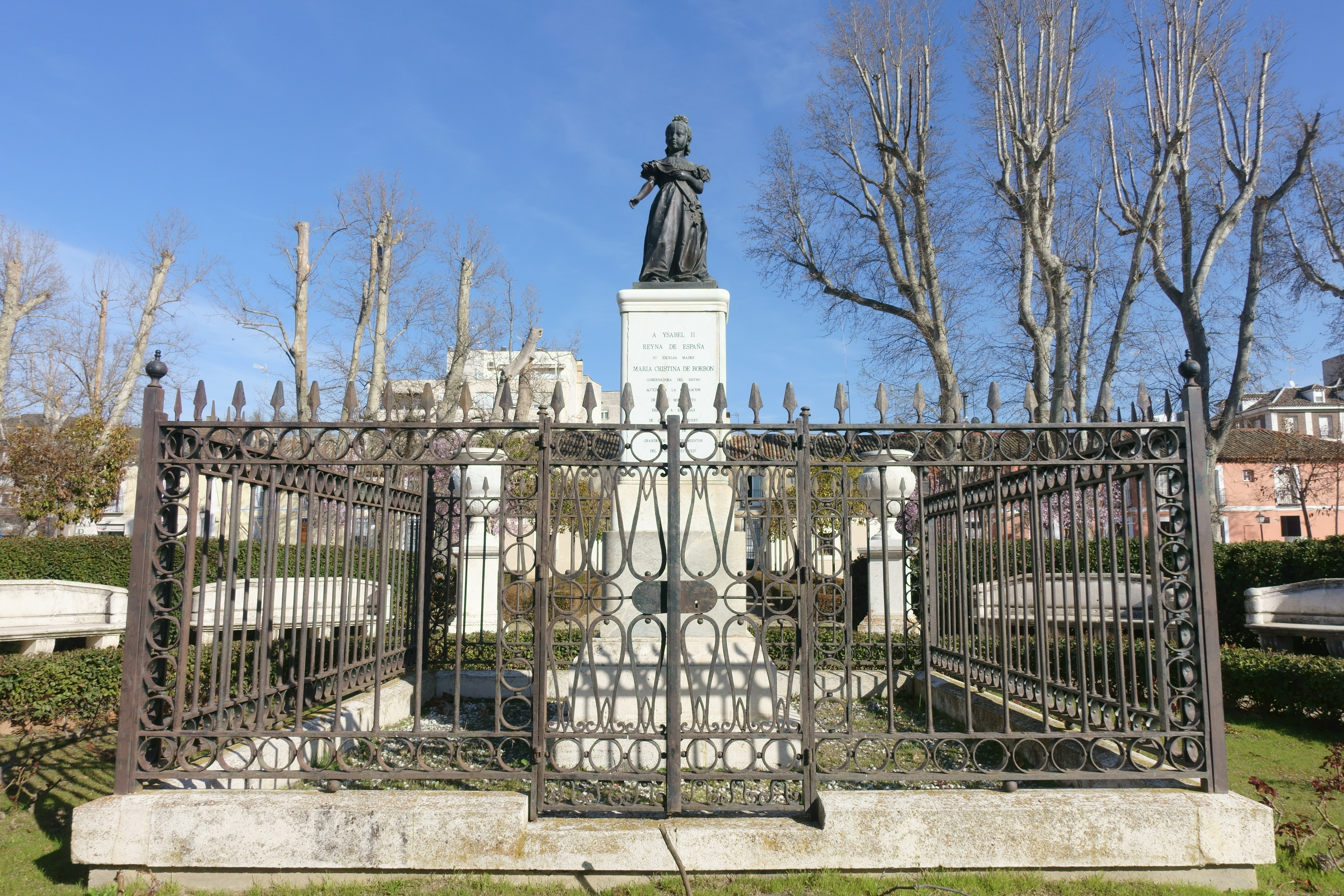
Monumento a Isabel II

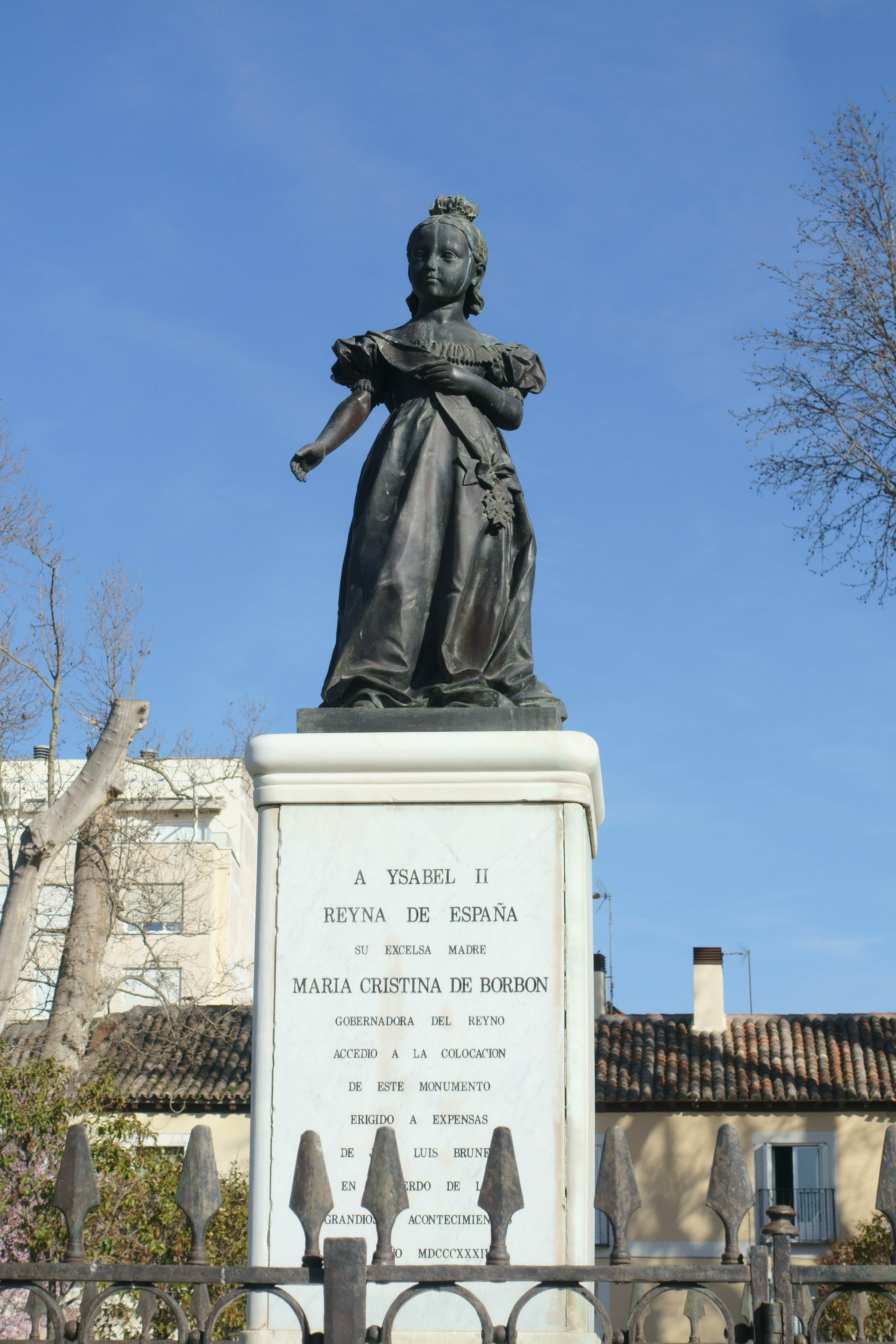
Detalle de la escultura de Isabel II

Ubicado en una manzana del trazado urbano, destinada a una edificación pero todavía sin construir a principios del siglo XIX, frente a la plaza de San Antonio, el solar era utilizado previamente para descanso de caballerizas; sin embargo, a principios del siglo XIX se decidió embellecer el espacio ya que la vista era indecorosa desde el palacio, y su realización se produjo entre 1830 y 1834. Durante la Primera República su nombre se modificó por el de Jardín de Serrano y la escultura de Isabel II fue ocultada, hasta su reposición en 1875 bajo Alfonso XII. El trazado se mantuvo, al menos hasta 1929, y después de la guerra civil presentaba un diseño simplificado. Fue finalmente restaurado entre 1999 y 2000.

## Descripción
Presenta un esquema en forma de cruz, con dos calles perpendiculares unidas en una plaza circular. Estas calles se acompañan de platabandas laterales arboladas. Cada cuadro resultante se divide a su vez en cuatro cuadros gracias a dos calles paralelas al lado mayor (plaza de San Antonio), otra paralela a la calle Real y otra, no paralela, a la calle de las Infantas. Todas estas calles son de tierra y tanto los cuadros como las platabandas se bordean con mirto.
La plaza central presenta dos platabandas concéntricas, una externa y otra interior, con ocho bancos de piedra de Colmenar, obra de Sabatini, y ocho vasos de Jean Thierry. En el centro, tras una verja de hierro, hay una escultura en bronce de Isabel II niña sobre un pedestal de mármol, con la siguiente inscripción:

A ISABEL II / REYNA DE ESPAÑA / SU EXCELSA MADRE / MARÍA CRISTINA DE BORBÓN / GOBERNADORA DES REYNO / ACCEDIÓ A LA COLOCACIÓN DE ESTE MONUMENTO / ERIGIDO A EXPENSAS DE JUAN LUIS BRUNET / EN RECUERDO DE LOS / GRANDIOSOS ACONTECIMIENTOS / AÑO MDCCCXXXIV

La obra fue promovida por el embajador francés en España, Juan Luis Brunet, y realizada por Desboeufs y L. Ravrio, mientras que la verja —que sustituyó en 1844 a otra anterior de madera— se atribuye a Narciso Pascual Colomer. Los acontecimientos a los que hace referencia serían la firma de la Cuádruple Alianza en 1834. En cuanto al cierre del jardín, consiste en una verja de hierro con machones de cantería, todo ello sobre una pieza alargada de piedra, solo interrumpido por las cuatro puertas de acceso. En la esquina de la plaza de San Antonio, sobre un pedestal, hay un jarrón de la puerta del antiguo puente del Tajo. Por su parte, en el lado de la calle Gobernador hay dos pabellones de portería.